# Jahalu
Jahalu, Aja-halu (aram. Aia-ḫālu, w transliteracji z pisma klinowego zapisywane najczęściej mia-ḫa-lu i mia-ḫa-li; tłum. „Gdzie jest wuj?”) – wysoki dostojnik za rządów asyryjskich królów Salmanasara III (854-824 p.n.e.) i Szamszi-Adada V (823-811 p.n.e.), który trzykrotnie (w 833, 824 i 821 r. p.n.e.) sprawował urząd limmu (eponima). 
Wiemy o nim, iż za rządów Salmanasara III, w trakcie sprawowania urzędu „szambelana” (abarakku), pełnił on również w 833 r. p.n.e. funkcję eponima. Z tego okresu pochodzi inskrypcja na glinianym przedmiocie w kształcie sześcianu na której nosi on tytuł „wielkiego abarakku Salmanasara, króla Asyrii, gubernatora miasta Kibszuna, krain Oumeni, Meḫrani, Uqi, Erimmu(?), zarządcy urzędników odpowiadających za cło”. Następnie wymieniany jest on ponownie jako eponim w latach 824 i 821 p.n.e., ale w obu przypadkach jego tytuł nie zachował się. Znany jest jednak dukument datowany na 820 r. p.n.e., w którym niejaki Nabu-belu-szallim nazywany jest naczelnym eunuchem „Jahalu, wielkiego turtānu”.